# Hermann Haindl
Hermann Haindl (* 30. September 1927 in Berlin; † 16. August 2013 in Hofheim am Taunus) war ein deutscher Theatermaler und Künstler. Er wurde in den 1980er Jahren international bekannt durch das von ihm gemalte Haindl-Tarot.

## Leben
Hermann Haindls Eltern waren beide Künstler, die Mutter war Sängerin, der Vater war Bühnenbildner. Mit 14 Jahren verließ er die Schule und begann 1942 am Kattowitzer Theater eine Lehre als Theatermaler und Bühnenbildner. Haindl wurde 1944, mit 17 Jahren, in die Wehrmacht eingezogen. Er geriet für vier Jahre in sowjetische Kriegsgefangenschaft in Kiew, wo sein künstlerisches Talent entdeckt und auch seine Kunstvorstellungen und Lebenssicht geprägt wird. Dort erkrankte er schwer und zog sich Erfrierungen an den Füßen zu. 1948 wurde er entlassen und zog nach Berlin, wo er die Meisterschule für Graphik besuchte und als Grafiker im Kaufhaus Wertheim Anstellung fand. 1949 floh er zu Verwandten nach Frankfurt am Main und fand 1950 eine Anstellung als Theatermaler. Bis 1980 arbeitete er an den Städtischen Bühnen Frankfurt. 1954 lernte Haindl in Hofheim am Taunus Erika Mehlhorn kennen, die er im darauffolgenden Jahr heiratete. Das Paar bekam zwei Söhne, Martin und Rainer.
Seit den 1950er Jahren widmete er sich verstärkt seiner Malerei und gab Malkurse, unter anderem im Volksbildungsverein Hofheim. 1962 war er Gründungsmitglied der Künstlervereinigung „Hofheimer Gruppe“. 1973 malte er im Auftrag des israelischen Staates in Tel Aviv zwei raumgreifende Wandgemälde anlässlich des 25. Jahrestages der Staatsgründung, 1981 zwei Gemälde für das Hessische Finanzministerium. Ab 1980 arbeitete Haindl nur noch als freischaffender Künstler und Bühnenbildner. Zusammen mit seiner Frau reiste er zwischen 1984 und 2003 wiederholt zu den Indianern Nordamerikas und nach Indien und ließ sich von den Religionen und Mythologien dieser Kulturen beeinflussen. Malte er vorher hauptsächlich abstrakte Bilder, änderte er dies unter diesem Einfluss mehr in Richtung gegenständliche und surreale Kunst. 
Neben seiner künstlerischen Tätigkeit war Hermann Haindl auch politisch engagiert. Ab 1973 kämpfte er mit seiner Frau für die Sanierung der historischen Altstadt von Hofheim am Taunus, das Paar sanierte selbst zwei historische Gebäude. 1974 war er Gründungsmitglied der „Bürgervereinigung Hofheimer Altstadt“ e. V. Er gründete 1984 die „Grüne offene Liste Hofheim“ und engagierte sich im Umweltschutz.
2008 kaufte das Schloss- und Spielkartenmuseum Altenburg Haindls 78 Tarot-Gemälde an. Hermann Haindl starb am 16. August 2013 im eigenen Zuhause.

### Haindl Tarot
Seine künstlerischen Vorstellungen flossen in den Haindl-Tarot, das er 1985 veröffentlichte und das ihn international bekannt machte. Anders als in anderen Tarots üblich, verwendete Haindl bei den Hofkarten nicht die üblichen menschlichen Darstellungen, sondern ersetzte sie durch Götter- und Mythenfiguren. (Schwerter: die ägyptischen Gottheiten Nut, Re, Isis, Osiris – Steine: die indianischen Mythenwesen Spider Woman, Old Man, White Buffalo Woman, Chief Seattle – Stäbe: die indischen Götter Kali, Brahma, Radha, Krishna – Kelche: die europäischen Figuren der Venus von Willendorf, Odin, Brigit von Irland, Parzival). Eine andere Veränderung, die Haindl bei seinem Tarot vornahm, ist die Zuordnung von Runen bei den Karten der Großen Arkana. Dies geschah nach Aussage Haindls, um wenigstens im Tarot Deutschland (für das die Runen stehen sollten) und das Judentum (hebräische Buchstaben) auszusöhnen.

## Werke (Auswahl)
- Bub, Bub, was soll mal aus dir werden, Lebensgeschichte eines Malers, Verlag Hartmut Hegeler, Unna, 2010, ISBN 978-3-940266-98-9.
- Gedanken zu meiner Malerei, Verlag Hartmut Hegeler, Unna, 2010, ISBN 978-3-940266-97-2.
- Bachblüten-Karten, Saarbrücken : Neue Erde, 2005.
- Der Haindl-Tarot, München : Ullstein-Taschenbuchverlag, 2002.
- Hermann Haindl und seine Welt des Tarot, Idstein/Ts. : Baum, 1992.
- Hofheimer Altstadt, Vergangenheit und Zukunft, Neuenhain im Taunus : Verlag 76, 1976.